# 経済的解放の闘士
経済的解放の闘士（けいざいてきかいほうのとうし、英語: Economic Freedom Fighters、アフリカーンス語: Ekonomiese Vryheidsvegters、EFF）は、パン・アフリカ主義を掲げる南アフリカ共和国の極左政党。2013年7月27日、ソウェトで結党された。

## 概要

2024年議会選挙における地域別で見たEEFの支持割合。

2012年、アフリカ民族会議（ANC）の青年同盟のリーダーであったジュリアス・マレマがANCを除名され、翌年EFFを設立した。マルクス・レーニン主義の党と自己定義し、反資本主義、反帝国主義を掲げ、鉱山および銀行の国有化、再分配のための土地収容を主張し、若者、貧困層、失業者を中心に支持を集めている。2014年5月の総選挙では下院400議席中25議席（得票率6.35%）、2019年5月の総選挙では44議席（得票率10.79%）。
マレマは、過去に白人（ボーア人）に対するヘイトスピーチにより有罪判決を受けている。
南アフリカで開かれた政治集会で、オランダ人の入植者の子孫の白人を指す「ボーア人を殺せ」という歌が合唱されたことについて、南アフリカ出身のイーロン・マスクは非難の声を上げている。マスクは反アパルトヘイト運動の闘争歌の1つの『キル・ザ・ボーア』の歌詞を引用し「ボーア人を殺せ」と唱えた動画について発言し、彼らが白人の虐殺を推進していると主張し、南アフリカのシリル・ラマポーザ大統領に「なぜ何も言わないのか？」と問いかけた。また「この歌の歌詞は文字どおりに受け取られることを意図していない」という歴史学者の主張を引用したニューヨーク・タイムズ（NYT）の記事について、同紙が大量虐殺の呼びかけを支持していると主張した。『キル・ザ・ボーア』の起源は1990年代に廃止された南アフリカの人種隔離政策のアパルトヘイトに遡り、マレマはヨハネスブルグに10万人近くが集まった左翼政党のイベントで、この歌の唱和を先導した。南アフリカの野党の民主同盟の白人党首のジョン・スティーンハイゼンは、この件を国連人権理事会に告発する意向を明らかにし、マレマが暴力を扇動した過去があると主張した。さらに、反アパルトヘイト運動を主導した与党のアフリカ民族会議（ANC）が、対策を講じなかったことを非難した。南アフリカの平等裁判所は、『キル・ザ・ボーア』の歌がヘイトスピーチや扇動には当たらないとの判決を下した。この歌は言論の自由によって保護されており、歌詞の「撃ち殺せ、ボーア人を殺せ、農民を殺せ」は文字どおりに受け取られることを意図したものではないと裁判所は述べていた。
ANCは、ジンバブエのムガベ政権の与党ジンバブエ・アフリカ民族同盟愛国戦線が、ANCの不安定化を狙ってEFFを支持していると非難している。
2019年3月上旬、マレマは、ベテラン女性ジャーナリストのカリマ・ブラウンのプライベートの電話番号を自身のツイッターアカウントに無断で掲載し、結果ブラウンがEFF支持者とみられる人々から強姦および殺人予告を含む多数の脅迫を受けるという事件があった。ブラウンは本件に関して警察に告発するとともに、選挙委員会に不服を申し立てた。
2018年に浮上したVBS Mutual Bankのスキャンダルでは、EFF党首のジュリアス・マレマおよび副党首のフロイド・シヴァンブの親族を通じて、資金の一部が不正にEFFに流れた疑惑がもたれた。
2024年の総選挙では5議席減となる39議席を獲得した。